# Aktogaï
Aktogaï (en kazakh : Ақтоғай, en russe : Актогай) est une localité de l’est du Kazakhstan, située dans l’oblys d'Abay, et un nœud ferroviaire majeur du Turksib.

## Géographie
Aktogai est une localité située à proximité des lacs Balkhach (à 30 km) et Alakol, à proximité de l’embouchure de l’Aïagouz.

## Climat
La ville bénéficie d’un climat continental, avec des températures hautes atteignant les 40 °C, et des hivers à −40 °C.
| Mois                                        | jan.       | fév.     | mars      | avril     | mai        | juin      | jui.      | août      | sep.      | oct.       | nov.       | déc.       | année     |
| ------------------------------------------- | ---------- | -------- | --------- | --------- | ---------- | --------- | --------- | --------- | --------- | ---------- | ---------- | ---------- | --------- |
| Température minimale moyenne (°C)           | −23,1      | −22,9    | −13,6     | −1        | 5,1        | 10,8      | 12,7      | 10,8      | 3,8       | −2,5       | −11,9      | −20,2      | −4,3      |
| Température moyenne (°C)                    | −17,8      | −16,8    | −7,8      | 5,4       | 12,6       | 18,3      | 19,7      | 18,2      | 11,5      | 3,5        | −6,8       | −14,9      | 2,1       |
| Température maximale moyenne (°C)           | −12,4      | −10,5    | −1,8      | 11,8      | 19,6       | 25        | 26        | 24,8      | 18,6      | 10,4       | −0,9       | −9,4       | 8,4       |
| Record de froid (°C) date du record         | −42,3 2010 | −45 1969 | −40 1971  | −26 1979  | −10,4 1985 | −1,1 1970 | 0,8 1992  | −0,7 1987 | −9 1978   | −23,5 2016 | −35,2 1987 | −42,3 2012 | −45 1969  |
| Record de chaleur (°C) date du record       | 6,7 1983   | 4 1973   | 19,2 2014 | 29,2 2021 | 37,6 2020  | 37,5 1988 | 36,2 2019 | 37,2 2002 | 34,4 2003 | 27,7 1985  | 19,5 1996  | 6 1973     | 37,6 2020 |
| Précipitations (mm)                         | 7          | 6        | 7         | 11        | 14         | 14        | 24        | 12        | 7         | 8          | 8          | 9          | 127       |
| Record de pluie en 24 h (mm) date du record | 13 1955    | 19 1968  | 18 1969   | 26 1958   | 39 1974    | 55 1948   | 37 2010   | 45 1943   | 22 1950   | 21 1977    | 18 1942    | 13 1987    | 55 1948   |

| Diagramme climatique                                  |             |            |          |           |          |          |            |          |           |            |            |
| J                                                     | F           | M          | A        | M         | J        | J        | A          | S        | O         | N          | D          |
| −12,4−23,17                                           | −10,5−22,96 | −1,8−13,67 | 11,8−111 | 19,65,114 | 2510,814 | 2612,724 | 24,810,812 | 18,63,87 | 10,4−2,58 | −0,9−11,98 | −9,4−20,29 |
| Moyennes : • Temp. maxi et mini °C • Précipitation mm |             |            |          |           |          |          |            |          |           |            |            |

## Économie
Un gisement de cuivre, le quatrième en importance mondiale, a été découvert près d’Aktogaï. Une production d’électrodes en cuivre a été initiée en 2011, pour une production de 100 000 tonnes par an.